# Manuel Badenes
Pour les articles homonymes, voir Badenes.
Manuel Badenes Calduch (né le 31 octobre 1928 à Castellón de la Plana et mort le 26 novembre 2007 à Valence) est un ancien joueur et entraîneur de football espagnol. 
Il a joué au poste d'attaquant pour plusieurs clubs, notamment le FC Barcelone et le Valence CF.

## Biographie
Badenes commence sa carrière professionnelle dans son club formateur et équipe de sa ville natale, le CD Castellón.
Lors de sa première saison, il inscrit notamment quatre buts en dix matchs, ce qui lui vaut d'être repéré par le Barça qui le recrute en 1947. Il passe deux saisons dans le club catalan, remportant deux fois la Liga avant de partir évoluer au Valence CF. 
Il inscrit en tout 90 buts en 97 matchs à Valence puis est transféré dans le club du Real Valladolid, avec qui il devient Pichichi (meilleur buteur du championnat d'Espagne) en 1958.

## Palmarès
FC Barcelone
- Championnat d'Espagne : 1947–48, 1948–49
- Coupe latine de football : 1949
- Coupe Eva Duarte : 1948

Valence CF
- Coupe d'Espagne : 1953–54

Real Valladolid
- Pichichi : 1957–58